# Tadeusz Starzyński (cichociemny)
Tadeusz Starzyński vel Tadeusz Parowski vel Tadeusz Rylski ps.: Ślepowron, Narcyz, Gzyms (ur. 25 kwietnia?/8 maja 1903 w Kijowie, zm. 26 kwietnia 1970 w Warszawie) – polski prawnik, policjant, komisarz Policji Państwowej, żołnierz Wojska Polskiego, oficer Polskich Sił Zbrojnych na Zachodzie i Armii Krajowej, kapitan piechoty, cichociemny.

## Życiorys
Uczęszczał do gimnazjów w kilku miastach, po ukończeniu Gimnazjum Męskiego Filologicznego Spółki Cywilnej Szkoły Średniej (tzw. Szkoły Lubelskiej) w Lublinie zdał maturę w 1922 roku. W czasie nauki w tym gimnazjum zaciągnął się jako ochotnik do 23 pułku piechoty im. płk. Leopolda Lisa-Kuli VI Brygady Piechoty Legionów i walczył na froncie litewsko-białoruskim w czasie wojny polsko-bolszewickiej.
W latach 1922–1924 studiował na Wydziale Prawa i Nauk Politycznych Uniwersytetu Warszawskiego i ekonomię na Uniwersytecie Lubelskim, jednak nie ukończywszy studiów wstąpił w 1925 roku do Policji Państwowej, z którą związał się na kolejne 15 lat.

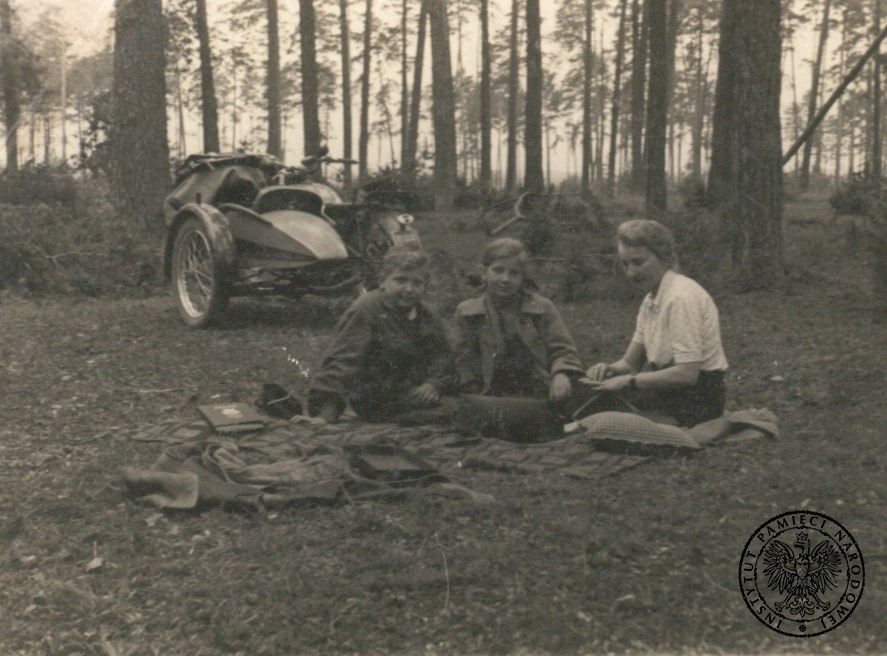
Rodzina Tadeusza Starzyńskiego podczas wycieczki do Augustowa w 1939 r.

Na stopień podporucznika został mianowany ze starszeństwem z 1 września 1931 i 578. lokatą w korpusie oficerów rezerwy piechoty. Posiadał przydział w rezerwie do 3 Pułku Piechoty Legionów w Jarosławiu.
W 1934 roku ukończył studia na Wydziale Prawa Uniwersytetu Wileńskiego, po czym rozpoczął pracę w Centralnej Szkole Policji Państwowej w Mostach Wielkich, gdzie wykładał prawo. Później przeniósł się do Warszawy, gdzie pracował w Urzędzie Śledczym Komendy Głównej PP w stopniu kolejno aspiranta, podkomisarza i komisarza.
We wrześniu 1939 roku dostał przydział mobilizacyjny na stanowisko zastępcy naczelnika Urzędu Śledczego w Komendzie Wojewódzkiej PP w Warszawie. 21 września przekroczył granicę polsko-węgierską. Był internowany w na Węgrzech. W listopadzie dotarł do Francji, gdzie został skierowany do 2 Dywizji Strzelców Pieszych. Od marca do czerwca 1940 służył w Legii Oficerskiej w Niort. W czerwcu 1940 roku został ewakuowany do Wielkiej Brytanii, gdzie przydzielono go do służby w 4 dywizjonie, a później w 1 dywizjonie pociągów pancernych. W II połowie 1942 roku pełnił służbę w 1 Kolumnie Samochodów Sanitarnych, następnie był instruktorem w Centrum Wyszkolenia Broni Pancernej i Motorowej.

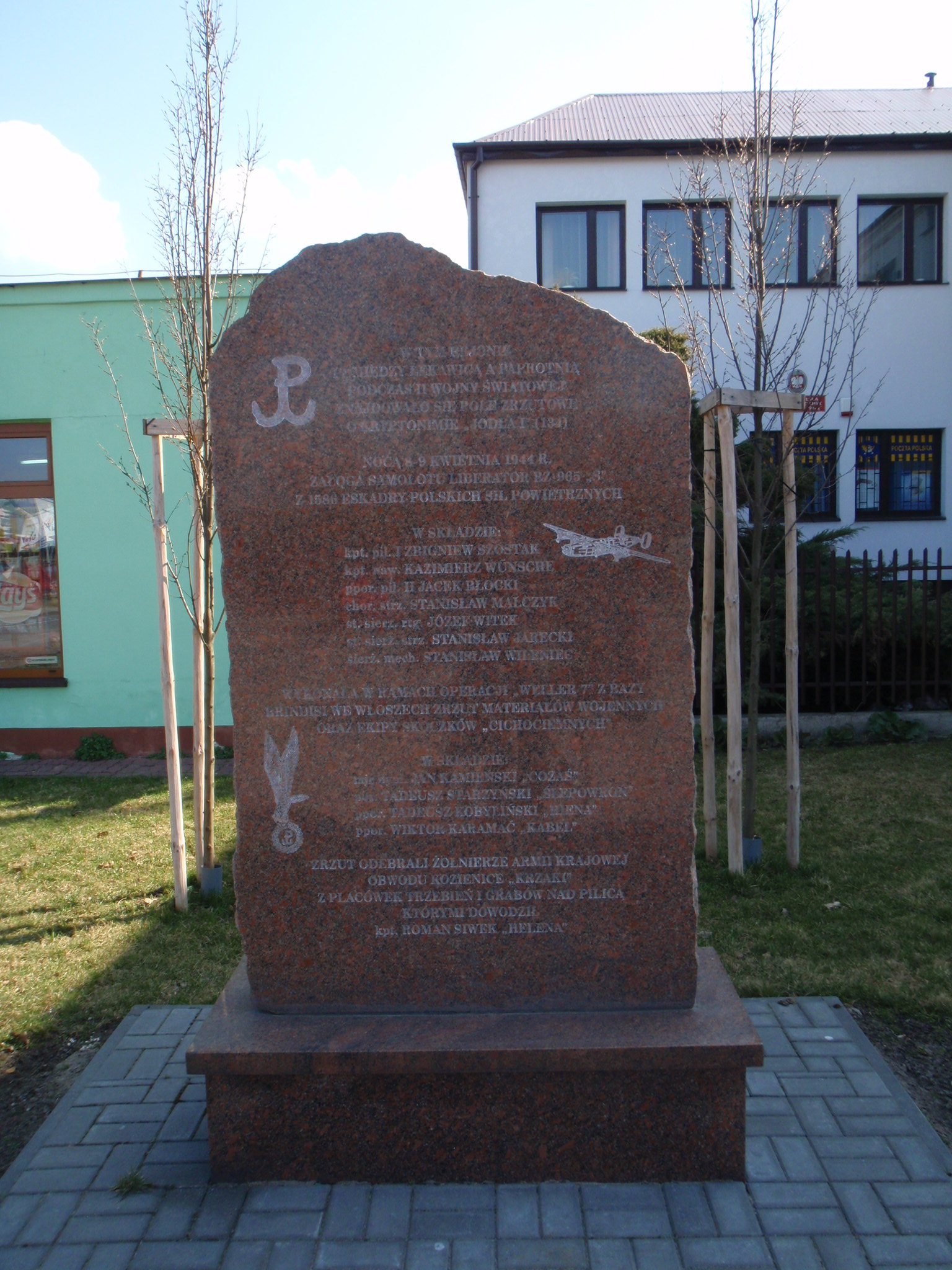
Tablica upamiętniająca zrzut cichociemnych w Grabowie nad Pilicą

Zgłosił się do służby w kraju. Po przeszkoleniu ze specjalnością w dywersji został zaprzysiężony 22 grudnia 1942 roku w Oddziale VI Sztabu Naczelnego Wodza. Był instruktorem szkolącym cichociemnych, a później kierownikiem bezpieczeństwa Oddziału VI. Na początku 1944 roku został przetransportowany do Głównej Bazy Przerzutowej w Brindisi we Włoszech. Zrzutu dokonano w nocy z 8 na 9 kwietnia 1944 roku w ramach operacji „Weller 7” dowodzonej przez kpt. naw. Kazimierza Wünschego (zrzut na placówkę „Jodła” położoną 12 km na północny wschód od stacji kolejowej Dobieszyn). Po aklimatyzacji dostał w lipcu 1944 roku przydział do Wydziału Kontrwywiadu i Bezpieczeństwa (komórka „997”) Oddziału II Informacyjno-Wywiadowczego Sztabu Komendy Głównej AK, gdzie zajmował się rozpracowywaniem niemieckich organów bezpieczeństwa.
W czasie powstania warszawskiego pozostawał w dyspozycji dowódcy Wydziału. Po kapitulacji powstania początkowo pozostał w Warszawie, do 15 października, celem zabezpieczenia i ewakuacji dokumentów, później sam ewakuował się do Częstochowy. Prawdopodobnie pozostał w konspiracji (w DSP i WiN).
Od marca 1945 roku pracował jako radca w Ministerstwie Poczt i Telegrafów. Pełnił również społeczną funkcję prezesa Związku Zawodowego Pocztowców.
Został aresztowany przez UB 26 listopada 1945 roku. Poddany był brutalnemu śledztwu i torturom, które prowadzili m.in. Józef Różański, Adam Humer, Ludwik Serkowski, Wiktor Leszkowicz i Jerzy Kaskiewicz. Dwukrotnie próbował popełnić samobójstwo. Został skazany na 15 lat więzienia. Na skutek apelacji prokuratora 28 listopada 1947 roku wyrok zmieniono na karę śmierci. Po amnestii zmniejszono mu wyrok do 15 lat więzienia. W więzieniu był trzykrotnie operowany. Spędził w pojedynczej celi 7,5 roku. 26 stycznia 1955 roku otrzymał roczny urlop na leczenie, przeszedł dwie kolejne operacje. W 1956 roku zmniejszono mu karę do 10 lat więzienia. 7 września 1957 roku Sąd Najwyższy skierował jego sprawę do powtórnego rozpatrzenia w związku ze stosowaniem wobec niego niedozwolonych metod śledztwa. Ostatecznie 18 grudnia 1958 roku Zgromadzenie Sędziów Najwyższego Sądu Wojskowego w Warszawie postanowiło uchylić wcześniejsze wyroki i umorzyć postępowanie karne.
W 1959 roku Starzyński otrzymał rentę wojskową. Pracował w Centrali Technicznej i Związku Spółdzielni Inwalidów jako pracownik techniczny. W 1967 roku przeszedł na emeryturę. Zmarł 26 kwietnia 1970 r. i został pochowany na Starych Powązkach (kwatera 201-5-29,30).

## Życie prywatne
W 1926 roku zawarł związek małżeński z Marią z domu Parowska, z którą miał syna Andrzeja i córkę Jadwigę.

## Awanse
- podporucznik – 1931
- porucznik – ze starszeństwem z dniem 1 marca 1944 roku
- kapitan – 1944

## Odznaczenia
- Krzyż Walecznych – czterokrotnie
- Srebrny Krzyż Zasługi

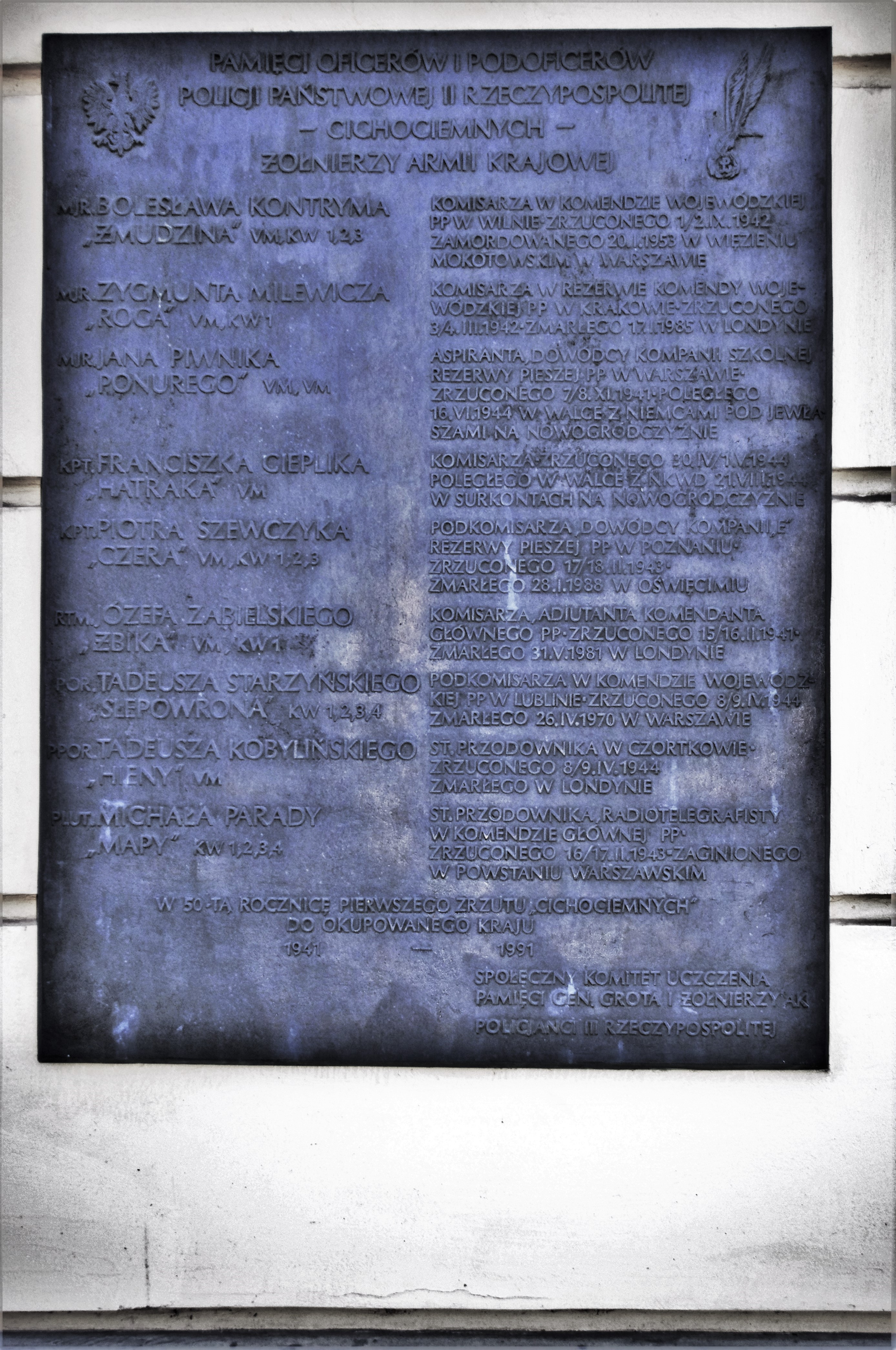
Tablica upamiętniająca oficerów i podoficerów Policji Państwowej II Rzeczypospolitej – żołnierzy AK, cichociemnych, wśród nich Tadeusza Starzyńskiego

- Medal Pamiątkowy za Wojnę 1918–1921
- Brązowy Medal za Długoletnią Służbę.

## Życie rodzinne
Był synem Henryka, przedstawiciela handlowego, i Marii z domu Bekanowskiej. Ożenił się w 1926 roku z Marią Parowską (1902–1984), z którą miał dwoje dzieci: Andrzeja (1927–1979) i Jadwigę (1930–2010).

## Upamiętnienie
- W 50. rocznicę pierwszego zrzutu cichociemnych do okupowanego kraju, w 1991 roku, na elewacji Pałacu Mostowskich w Warszawie odsłonięto tablicę pamiątkową ku czci oficerów i podoficerów Policji Państwowej II Rzeczypospolitej służących w szeregach cichociemnych. Na tablicy zostali upamiętnieni mjr. Bolesław Kontrym „Żmudzin”, mjr. Jan Piwnik „Ponury”, kpt. Franciszek Cieplik „Hatrak”, kpt. Piotr Szewczyk „Czer”, rtm. Józef Zabielski „Żbik”, por. Tadeusz Starzyński „Ślepowron”, ppor. Tadeusz Kobyliński „Hiena” i plut. Michał Parada „Mapa”.
- We wsi Grabów nad Pilicą, gdzie znajdował się rejon zrzutu cichociemnych, w tym Tadeusza Starzyńskiego, odsłonięto pomnik w postaci głazu z tablicą upamiętniającą operację „Weller 7”.
- W dniu 5 lutego 2019 roku został patronem Komendy Wojewódzkiej Policji w Szczecinie. W budynku KWP na pierwszym piętrze odsłonięto poświęconą mu tablicę pamiątkową[3].
- W 2020 roku Archiwum Instytutu Pamięci Narodowej przygotowało wystawę pt. „Powrót Kapitana – Tadeusz Starzyński (1903–1970)”.